# Harald-Dietrich Kühne
Harald-Dietrich Kühne (* 10. März 1933 in Breslau; † 10. März 2011) war ein deutscher Hochschullehrer und langjährig Professor für Volkswirtschaft und Außenwirtschaft an der Martin-Luther-Universität Halle-Wittenberg. Darüber hinaus war er über viele Jahre Funktionär in der CDU der DDR und vertrat diese als Abgeordneter in der letzten Volkskammer der DDR.

## Leben
Kühne, Sohn eines Hauptbuchhalters, besuchte zunächst an seinem Geburtsort Breslau das Maria-Magdalenen-Gymnasium. Nach der kriegsbedingten Flucht ließ sich seine Familie in Köthen nieder, wo Kühne bis 1951 die dortige Willy-Lohmann-Oberschule besuchte und mit dem Abitur verließ. Gleich im Anschluss an die Schule wurde Kühne zum Studium an der Martin-Luther-Universität Halle-Wittenberg (MLU) zugelassen, wo er bis 1955 Finanzwissenschaften studierte und das Studium als Diplom-Ökonom abschloss. Die MLU und die Stadt Halle sollten für Kühne der weitere Lebensmittelpunkt werden. Nach dem Studium erhielt er zunächst bis 1959 eine Stelle als wissenschaftlicher Assistent, in der er später zum Oberassistenten ernannt wurde. Während dieser Zeit absolvierte er eine Aspirantur, die er 1958 vorerst mit der Promotion (A) abschloss und zum Dr. rer. oec promoviert wurde. 1960 bekam Kühne eine Anstellung als Dozent für Geldumlauf und Valuta am Institut für Finanzökonomie der MLU, in der bis 1968 tätig war. Während dieser Zeit absolvierte er bis 1963 die Promotion (B), bei der er mit dem Thema Die Krise des modernen kapitalistischen Währungssystems: Neue Aspekte ihrer Verschärfung zum Dr. sc. oec promoviert wurde. 1968 erhielt Kühne zunächst eine Professur mit Lehrauftrag für Finanzwirtschaft, 1970 wurde er zum Ordentlichen Professor mit einem Lehrstuhl für Außen- und Weltwirtschaft ernannt. Nach der politischen Wende in der DDR leitete Kühne noch für einige Zeit das Institut für Weltwirtschaft und Internationale Wirtschaftsbeziehungen an MLU.

## Politischer Werdegang
Kühne trat bereits 1949 im Alter von 16 Jahren in die CDU ein. Er nahm im September 1954 am VII. Parteitag der CDU teil und wurde dort als Vertreter der Studentenschaft in den Hauptvorstand der CDU gewählt. In der Folge entwickelte sich Kühne zum finanz- und wirtschaftspolitischen Experten in der CDU. Auf dem V. Parlament der FDJ im Mai 1959 wurde Kühne für mindestens eine Legislaturperiode als CDU-Vertreter als Kandidat des Zentralrates der FDJ gewählt. Im Jahr 1966 übernahm Kühne als CDU-Vertreter noch eine Funktion im Nationalrat der Nationalen Front, er leitete bis 1978 als Nachfolger von Gerhard Reintanz den Bezirksausschuss Halle der Nationalen Front und war in dieser Funktion auch Mitglied des Nationalrates. Zwischen 1972 und 1982 war Kühne zudem Mitglied des Präsidiums des Hauptvorstandes der CDU, dem engsten Führungszirkel der Partei. Darüber hinaus vertrat Kühne seine Partei über mehrere Wahlperioden im Hallenser Bezirkstag. Nach seiner Abwahl aus dem Hauptvorstand 1982 bekleidete er über mehrere Jahre noch das Amt des stellvertretenden Vorsitzenden des CDU-Bezirksverbandes Halle.
In der Zeit der politischen Wende in der DDR rückte Kühne wieder in den Blickpunkt der CDU-Führung, da er in den 1980er Jahren nicht mehr so prominente Ämter in der CDU bekleidete, obwohl er 28 Jahre lang Mitglied des Hauptvorstandes der CDU war. Kühne wurde Spitzenkandidat der CDU im Wahlbezirk Halle (7) und bekam ein Volkskammermandat, da die CDU mit 45,2 % das drittbeste Wahlergebnis aller Wahlbezirke erzielte und 19 Mandate erringen konnte. In der CDU-Fraktion wurde Kühne zum stellvertretenden Fraktionsvorsitzenden und von der Volkskammer als Finanzfachmann zum Vorsitzenden des Finanzausschusses gewählt. In der Folge geriet er aber in den Verdacht als informeller Mitarbeiter für das Ministerium für Staatssicherheit der DDR gearbeitet zu haben. Kühne wurde auf einer Liste von 15 Namen von Ministern und Volkskammerabgeordneten geführt, die dieser Tätigkeit bezichtigt wurden. Er bestritt diese Vorwürfe und legte sein Mandat nicht nieder. Im sich konstituierenden CDU-Landesverband wurde Kühne sogar zum stellvertretenden Landesvorsitzenden gewählt. Im Zuge des Rücktritts des CDU-Ministerpräsidenten von Sachsen-Anhalt Gerd Gies am 4. Juli 1991 kam im Landesverband wieder eine Debatte um ehemalige und möglicherweise stasibelastete CDU-Funktionäre hoch, die vor allem vom damaligen CDU-Landtagsfraktionsvorsitzenden Joachim Auer befeuert wurde. In diesem Zusammenhang geriet auch Kühne wieder in den Fokus der Diskussion. Er trat daraufhin am 29. August von seinen Parteiämtern zurück und aus der CDU aus.

## Ehrungen
- 1967 Otto-Nuschke-Ehrenzeichen in Gold[3]
- 1969 Vaterländischer Verdienstorden in Bronze[4] und 1974 in Silber[5]